# Ediciones de la Iglesia de la Cienciología en Wikipedia
Una serie de incidentes en 2009 conllevó que las redes informáticas propiedad de la Iglesia de la Cienciología fueran vetadas para editar los artículos de Wikipedia relacionados con la Cienciología. La Iglesia de la Cienciología tuvo una historia polémica en Internet, hace mucho tiempo e inició campañas para manipular material y eliminar la información crítica sobre sí misma de la web. Desde los inicios de Wikipedia, surgió el conflicto respecto al tema de la Cienciología en el sitio web. Las disputas empezaron seriamente en 2005, con usuarios que discrepaban sobre si describir o no la Cienciología como una secta abusiva o una religión. En 2006, los desacuerdos respecto del tema en Wikipedia habían crecido y eran más específicos. El usuario de Wikipedia y crítico con la Cienciología, David Gerard, comentó a The Daily Telegraph en 2006 que algunos artículos eran neutros gracias al requisito de hechos de referencia declarados.
Las revelaciones del software producido por Virgil Griffith en 2007, llamado WikiScanner, hicieron pública la naturaleza de las ediciones en Wikipedia susceptibles de ser rastreadas procedentes directamente de ordenadores controlados por la Iglesia de la Cienciología. CBS News y The Independent informaron que tales ediciones de la Iglesia de la Cienciología se hicieron como intentos de ocultar las críticas del artículo principal sobre el tema. The Times y Forbes notaron que se habían utilizado ordenadores de cienciólogos para borrar enlaces entre la Iglesia de la Cienciología y una antigua organización anti-sectas, hasta que la Cienciología tomó el control, la Red de Concienciación del Culto. Der Spiegel informó de que WikiScanner reveló que los ordenadores de la Cienciología fueron utilizados para promover su punto de vista crítico sobre la psiquiatría, incluyendo la adición de enlaces a la Comisión de los Ciudadanos para los Derechos Humanos (CCHR), fundada por la Iglesia de la Cienciología, y a los sitios web de otros grupos afines a ella.
En enero de 2009, The Register informó sobre un caso que implicaba a la Cienciología ante el Comité de Arbitraje de Wikipedia en inglés. El Comité de Arbitraje de Wikipedia está compuesto por un grupo de voluntarios elegidos por otros usuarios para resolver conflictos en el sitio. Los administradores de Wikipedia presentaron evidencias durante el caso de que los ordenadores controlados por la Cienciología se utilizaron para promocionar la organización, por medio de múltiples cuentas de usuario. Un usuario con el seudónimo "COFS" admitió este patrón de edición, y declaró que las ediciones desde dichos ordenadores continuarían. En mayo de 2009, el Comité de Arbitraje decidió restringir las ediciones desde direcciones IP perenecientes a la Iglesia de la Cienciología, para impedir ediciones sesgadas por parte de los editores dentro de las redes administradas por dicha organización. La decisión asignaba el mismo estado de bloqueo a las direcciones IP de la Iglesia de la Cienciología que a sus servidores proxy. Un gran número de críticos con la Cienciología también fueron bloqueados. El comité concluyó que ambas partes incurrieron en un "juego político" y recurrieron a "táctica de campo de batalla", con artículos sobre personas vivas como peores "daños colaterales".
El miembro del Comité de Arbitraje, Roger Davies, escribió la mayoría de la decisión y comentó a The New York Times que, debido a la naturaleza polémica del caso, la decisión estaba pensada para no centrarse directamente en ningún individuo en particular. El contacto de medios de comunicación de Wikipedia, Dan Rosenthal, enfatizó en una declaración a ABC News que se trataba de un procedimiento generalmente aceptado para bloquear usuarios que habían violado la política del sitio destinada a impedir la propaganda promocional. El portavoz de la Fundación Wikimedia y director de comunicaciones, Jay Walsh, dijo a Bloomberg Businessweek que la decisión de arbitraje estuvo encaminada a ayudar a recuperar los artículos relacionados con la Cienciología a un estado aceptable en el sitio. La portavoz de Wikimedia Alemania, Catrin Schoneville, declaró a Computerwoche que la decisión había causado impacto en la Wikipedia inglesa, y recalcó que no estaba claro si una regla similar podría ser aplicada en la Wikipedia alemana. La portavoz de la Cienciología, Karin Pouw, calificó las reglas de arbitraje como un asunto rutinario, y mantuvo que aún había "graves inexactitudes" en el artículo sobre Cienciología. En una declaración a CNN, Pouw negó la presencia de una campaña organizada por la Iglesia de la Cienciología para manipular Wikipedia. El representante de la Cienciología, Tommy Davis, enfatizó al St. Petersburg Times que usuarios críticos hacia la organización también habían sido bloqueados, y de modo parecido negó que la dirección de la Cienciología hubiera organizado una campaña para manipular artículos en Wikipedia.

## Antecedentes
La Iglesia de la Cienciología tiene una historia polémica en Internet. Ha sido criticada por intentar restringir la libertad de expresión en Internet; este conflicto se ha conocido como Cienciología versus Internet, o Cienciología v. la Red. La organización ha intentado manipular y ejercer autoridad sobre su imagen pública en la web. Los primeros pleitos implicados en esta disputa han incluido al Centro de Tecnología Religiosa v. Netcom, así como al Centro de Tecnología Religiosa v. F.A.C.T. Net. En su libro, Cyber Derechos: Defendiendo la Expresión Libre en la Edad Digital, el autor Mike Godwin subrayó, "En uno de los más tempranos y ampliamente publicitados conjunto de casos que implican propiedad intelectual en la Red, la Iglesia de la Cienciología ha estado explorando los usos del copyright y la ley de secretos comerciales cuando se trata de silenciar a sus críticos, muchos de ellos exmiembros de la iglesia." The Guardian publicó, "Según miembros y expertos en seguridad, los cienciólogos han dirigido campañas concertadas durante más de una década para eliminar la información on-line crítica hacia la organización." En respuesta a las críticas sobre sus acciones en Internet, la Cienciología ha declarado que sus esfuerzos están centrados en la defensa de los copyrights más que en sus documentos reservados espirituales.
Los casos legales han implicado a un newsgroup centrado en el tema llamado alt.Religión.scientology,  el cual reveló información de métodos avanzados de la Cienciología, incluidos los niveles Operativos Thetan (OT) que describen la historia de Xenu. En 1995, los abogados que representan a la Iglesia de la Cienciología intentaron que alt.Religión.scientology saliera de Usenet. Esta maniobra tuvo el Efecto Streisand para la Cienciología, sirviendo para incrementar la popularidad de alt.Religión.scientology y resultando en un "declaración de guerra" de la organización de hacker Cult of the Dead Cow. El profesor David S. Touretzky del departamento de informática y Centro para la Base Neuronal de Cognición de la Carnegie Mellon University en Pittsburgh, Pensilvania, es un crítico de la Cienciología y defensor de la libertad de expresión en Internet. Percibió que la organización estaba "intentando amenazar la libertad de expresión en Internet haciendo a los proveedores del servicio legalmente responsables del discurso de sus clientes." Wendy M. Grossman, periodista y fundador de The Skeptic, observó los intentos de suprimir información en Internet,

## Historia

### Conflicto inicial
El conflicto sobre el tema de la Cienciología en Wikipedia surgió en los inicios del sitio web. Autor Jonathan Zittrain notó en el futuro del Internet @– Y Cómo para Pararlo, su 2009 libro publicado por Yale Prensa Universitaria, que «cuando Wikipedia creció empezó a atraer editores que nunca antes habían tenido relación, y que discreparon sobre artículos que simultáneamente editaban. Una persona decía que Scientology era un "culto", el otro lo cambiaba poniendo "religión" y el primero lo revertía otra vez». En 2005 un artículo sobre Wikipedia para The Guardian, Charles Arthur apuntó que algunos individuos debatieron en línea, "si la Cienciología tendría que ser clasificada como un culto", y comparó el "cultismo" de la Cienciología con el propio de la Wikipedia. ABC News señaló en un artículo de 2009 que las "disputas sobre Cienciología en Wikipedia han seguido desde 2005."
En 2006, el conflicto en Wikipedia sobre el tema de la Cienciología se basó en desacuerdos específicos. El periodista Alan Bjerga de McClatchy Newspapers informó, en agosto de 2006, que "Wayne Saewyc, portavoz de Wikipedia, dijo que los debates de los puntos controversiales pueden consumir mucho tiempo y a veces pueden ser eloquecedores. En la entrada que cubre Cienciología, por ejemplo, los colaboradores discutieron durante nueve meses sobre si el método cienciológico del nacimiento debe ser llamado 'nacimiento silencioso' o 'nacimiento tranquilo'". En un artículo de 2006 acerca de Wikipedia, Paul Vallely de The Independent comentó que "Algunas páginas parecen haber sido tomadas por fanáticos y grupos con intereses especiales (pruebe la página de Cienciología)." El usuario de Wikipedia y crítico de la Cienciología David Gerard comentó a The Daily Telegraph en octubre de 2006 acerca del estado de los artículos sobre Cienciología en la página, diciendo que "las entradas de Wikipedia son las más equilibradas e informativas que se pueden encontrar en toda la red." Gerard comento acerca del tema en "NPOV" (Punto de Vista Neutral, en inglés), "Este es un buen ejemplo de por qué NPOV es uno de las cosas más revolucionarias acerca de Wikipedia. En la red se pueden encontrar muchos sitios acerca de la Iglesia de la Cienciología, y muchas sitios de crítica, generalmente muy acerba. En Wikipedia tienes que ser neutral, y tienes que ser capaz de referenciar los hechos."